# Minerva (Funi)
Minerva è un disegno di Achille Funi. Eseguito nel 1940, appartiene alle collezioni d'arte della Fondazione Cariplo.

## Descrizione
La dea della guerra Minerva, realizzata con notevole precisione e finitezza, nonostante la natura preparatoria del lavoro, è rappresentata con il suo scudo ma seduta e in atteggiamento di riposo, a simboleggiare la pace.

## Storia
Come per La Gloria, si tratta di un cartone preparatorio per il mosaico del soffitto della sala riunioni della Ca' de Sass. L'opera è stata esposta in una mostra retrospettiva sull'autore allestita nel 1988 a Roma, in occasione della quale venne acquistata dalla Fondazione Cariplo.